# شهرستان اوستروویتس
شهرستان اوستروویتس (به لهستانی: Powiat Ostrowiec) یک شهرستان در لهستان است که در استان اشوی‌داشکسیه واقع شده‌است. شهرستان اوستروویتس ۶۱۶٫۳۳ کیلومتر مربع مساحت و ۱۱۶٬۱۷۹ نفر جمعیت دارد.